# Валукин, Евгений Петрович
Евге́ний Петро́вич Валу́кин (19 августа 1937, Москва — 1 июля 2016, там же) — советский и российский балетмейстер; кандидат искусствоведения (1992), доктор педагогических наук (1999); Народный артист РСФСР (1988).

## Биография
Окончив Московское академическое хореографическое училище, с 1958 года служил артистом Большого театра.
В последующем окончил балетмейстерский факультет и аспирантуру ГИТИСа по кафедре хореографии.
С 1958 года являлся артистом Большого театра, затем в разные годы работал постановщиком балетов в ряде стран, в том числе в Канаде, Чили, Великобритании, Австралии и Японии.
С 1967 года начал преподавать в ГИТИСе, был профессором.
В 1995 году возглавил кафедру хореографии. За свою педагогическую деятельность Евгений Петрович Валукин подготовил более 15 выпусков, в том числе целевые курсы для Республики Башкортостан, Иошкар-Олы, Нижнего Новгорода и за рубежом. Среди его учеников такие известные солисты балета Большого театра разных лет, как Борис Акимов, Александр Богатырев, Михаил Лавровский, Марк Перетокин, Юрий Посохов, Морихиро Ивата, Владислав Лантратов и многие другие.
Скончался 1 июля 2016 года. Похоронен 4 июля на Троекуровском кладбище (25 участок).

## Научная деятельность
В 1992 году защитил кандидатскую, а в 1999 году — докторскую диссертацию.
Автор более 30 научных работ по вопросам искусствоведения, теории и методики школы классического танца, а также монографий: «Мужской классический танец» (1987) и «Система мужского классического танца» (1999).

### Избранные труды
- Валукин Е. П. Мужской классический танец : Учеб. пособие по курсу «Методика классич. танца» для студентов хореогр. фак. театр. вузов. — М : ГИТИС, 1987 (1988). — 101 с. — 1500 экз.
- Валукин Е. П. Система мужского классического танца. — М : ГИТИС, 1999. — 421+5 с. — 3000 экз. — ISBN 5-7196-0223-2
- Валукин Е. П. Система обучения мужскому классическому танцу : Автореф. дис. … д-ра педаг. наук. — М., 1999. — 52 с.
- Валукин Е. П. Системный подход в обучении мужскому классическому танцу : Автореф. дис. … канд. искусствоведения. — М., 1992. — 17 с.
- Искусство хореографии : сб. статей / [науч. ред.: Е. Валукин]. — М.: ГИТИС, 2012. — 178 с. — 100 экз. — ISBN 978-5-91328-103-6

## Награды и звания
- Орден «Знак Почёта» (25 мая 1976) — за заслуги в развитии советского музыкального и хореографического искусства и в связи с 200-летием Государственного академического Большого театра СССР[4]
- Заслуженный деятель искусств РСФСР (23 июля 1980)
- Народный артист РСФСР (30 сентября 1988)
- Орден Почёта (21 сентября 1998) — за заслуги перед государством, большой вклад в укрепление дружбы и сотрудничества между народами, многолетнюю плодотворную деятельность в области культуры и искусства[5]
- Орден Дружбы (12 июня 2004) — за многолетнюю плодотворную деятельность в области культуры и искусства[6]
- Орден «За заслуги перед Отечеством» IV степени (6 февраля 2009) — за большой вклад в развитие отечественного хореографического искусства и многолетнюю педагогическую деятельность[7]